# Comunicación Iberoamericana
Comunicación Iberoamericana es una empresa consultora en comunicación y relaciones públicas fundada en el año 2000, especializada en el diseño y ejecución de estrategias de comunicación corporativa en Europa y América. Actualmente tiene oficinas en Madrid, México D.F. y Nueva York. Asimismo opera cuentas en España, Francia, Argentina, Canadá, México, Alemania, Italia, Reino Unido, Chile y Estados Unidos.

## Clientes
Entre los clientes más importantes de Comunicación Iberoamericana se encuentran:
- Consejo de promoción Turística de México
- Proméxico
- Ministerio de Turismo de Argentina
- El Instituto Nacional de promoción Turística de Argentina, INPROTUR
- Oliver Wyman
- Kroll Inc.
- Jurado Nacional de Elecciones (Perú)
- Grupo SM
- Safe Democracy Foundation
- Ministerio de Educación de España
- Litvinenko Justice Foundation
- Imaginarium

## Asociaciones y premios
- Asociación Seniors Españoles para la Cooperación Técnica
- Asociación Directivos de Comunicación DIRCOM
- Finalista a los SABRE Awards por su campaña de relaciones públicas para Turismo de México
- Miembro afiliada de lo Organización Mundial del Turismo
- Miembro del Public Relations Society of America